# Кобилянський Ігор Мирославович
І́гор Миросла́вович Кобиля́нський (13 квітня 1969) — український шахіст та тренер-викладач вищої категорії. Майстер ФІДЕ (2008), Заслужений тренер України (2008).
2019 року став відомим у шаховому світі своїм штучно завищеним рейтингом у швидких шахах (6 місце у світі).

## Життєпис
Ігор Кобилянський протягом тривалого часу працює викладачем з шахів івано-франківської ДЮСШ № 3. З 1998 року навчав Володимира Онищука, що згодом отримав титул міжнародного гросмейстера. Серед відомих вихованців, окрім Володимира Онищука, слід відзначити чемпіона України із шахів 2017 року Петра Голубку та віце-чемпіона Європи 2018 зі швидких шахів серед юнаків Юліана Мальованого.
На чемпіонаті України 2002 року Кобилянський посів 14-те місце, здобувши 5 перемог, два поєдинки звівши у нічию та у двох поступившись.
2008 року Ігорю Кобилянському було присвоєно почесні звання «Заслужений тренер України» та Майстер ФІДЕ.
Окрім викладацької діяльності, займається організацією численних дитячо-юнацьких шахових турнірів, серед яких, зокрема й чемпіонат України 2016 року.

## Спортивні досягнення
- Заслужений тренер України (2008)
- Майстер ФІДЕ (2008)